# Simon Svensson (konstnär)
Simon Petrus Svensson, född 31 december 1898 i Norrköping, död där 17 juni 1963, var en svensk retuschör och målare.
Han var son till maskinisten Jonas Petter Svensson och Kristina Jonsson och från 1939 gift med Aina Helena Nilsson. Vid sidan av sitt arbete som retuschör var Svensson verksam som konstnär där han huvudsakligen var autodidakt. Separat ställde han ut i Nyköping, Motala, Örebro och Norrköping. Hans konst består av landskaps- och figurmåleri utfört i olja.  